# São Francisco do Maranhão
São Francisco do Maranhão è un comune del Brasile nello Stato del Maranhão, parte della mesoregione del Leste Maranhense e della microregione di Chapadas do Alto Itapecuru.